# Куплетная форма
Куплетная форма, или строфическая форма, — форма, основанная на повторении одной мелодии (без изменений) с разным текстом (разные стихотворные строфы, иначе куплеты). Известна с древнейших времён и встречается главным образом в песнях, во всех родах музыки (народной, академической, рок-музыке, поп-музыке и других). 
Схема куплетной формы АА(А). Куплетная форма с варьированием мелодии при повторениях называется вариационно-куплетной формой, иначе варьированно-строфической формой. Схема вариационно-куплетной формы А1 А2 А3. 
Широко распространены строфические формы с рефренами, представляющими собой повторы музыки и текста разной протяжённости — от одной стихотворной строки до многострочной строфы (англ. chorus, нем. Kehrvers). В русской музыковедческой традиции при анализах народных и популярных песен рефрен-строфу называют припевом, а всю форму — куплетно-припевной формой. По отношению к другим жанрам сходной структуры (например, католическим гимнам, средневековым кондуктам, многоголосным немецким Lieder и др.) предпочтителен термин «строфическая форма».